# 甲米
喀比（皇家轉寫：Krabi）位于泰国南部甲米河注入安达曼海处，是甲米府的首府。截至2005年，全鎮人口約24,986人，是喀比府人口稠密的地方之一。因為擁有大片海灘，旅遊業成為這裡最重要的行業。
每年5月至11月為雨季。

## 外部連結
- 中的“甲米”

8°3′33″N 98°55′8″E / 8.05917°N 98.91889°E